# Gustav Tögel
Gustav Tögel (24 ottobre 1907 – 24 gennaio 1981) è stato un calciatore austriaco, di ruolo attaccante.

## Carriera

### Club

#### Competizioni internazionali
- Coppa dell'Europa Centrale: 1

First Vienna FC: 1931

### Nazionale
Ha esordito in Nazionale nel 1931.